# Conséquences de la pandémie de Covid-19 en France sur la culture
Pour des articles plus généraux, voir Conséquences de la pandémie de Covid-19, Pandémie de Covid-19 en France et Conséquences de la pandémie de Covid-19 sur le secteur culturel.

La pandémie de Covid-19 a aussi été une source d'inspiration pour les artistes. Ici, œuvre de Kelu Abstract à Lille.

Le monde de la culture est un des domaines affectés par les mesures d'interdiction des rassemblements et confinements décrétés en France au niveau national à partir du 17 mars 2020 en réponse à la pandémie de Covid-19.

## Annulations, fermetures
Le 14 mars, beaucoup d'institutions culturelles ont annoncé leur fermeture. Il s'agit principalement d'institutions parisiennes ou d'institutions de la région parisienne, telles que le musée du Louvre, centre national d'art et de culture Georges-Pompidou, Tour Eiffel, Musée d'Orsay, or château de Versailles, mais aussi des institutions située sur l'ensemble du territoire telles que Château de Montsoreau - musée d'art contemporain, CAPC – Musée d'Art Contemporain de Bordeaux, MUCEM - Musée des Civilisation de l'Europe et de la Méditerranée à Marseille.
Plus de 80 % des sites du patrimoine mondial de l'UNESCO sont fermés, ce qui menace les moyens de subsistance des communautés locales et des professionnels de la culture.
Le gouvernement français a pris des mesures de soutien aux intermittents et salariés du secteur culturel dans le cadre de la crise sanitaire.
Des festivals annulés se sont vu refuser leur remboursement par leur assurance, comme le Hellfest, le festival le plus cher de France.
Le chanteur Jean-Michel Jarre propose de taxer les Gafa au profit des artistes touchés économiquement par la crise sanitaire. Selon lui, 50 % des acteurs culturels « risquent de disparaître ».

## Art en ligne

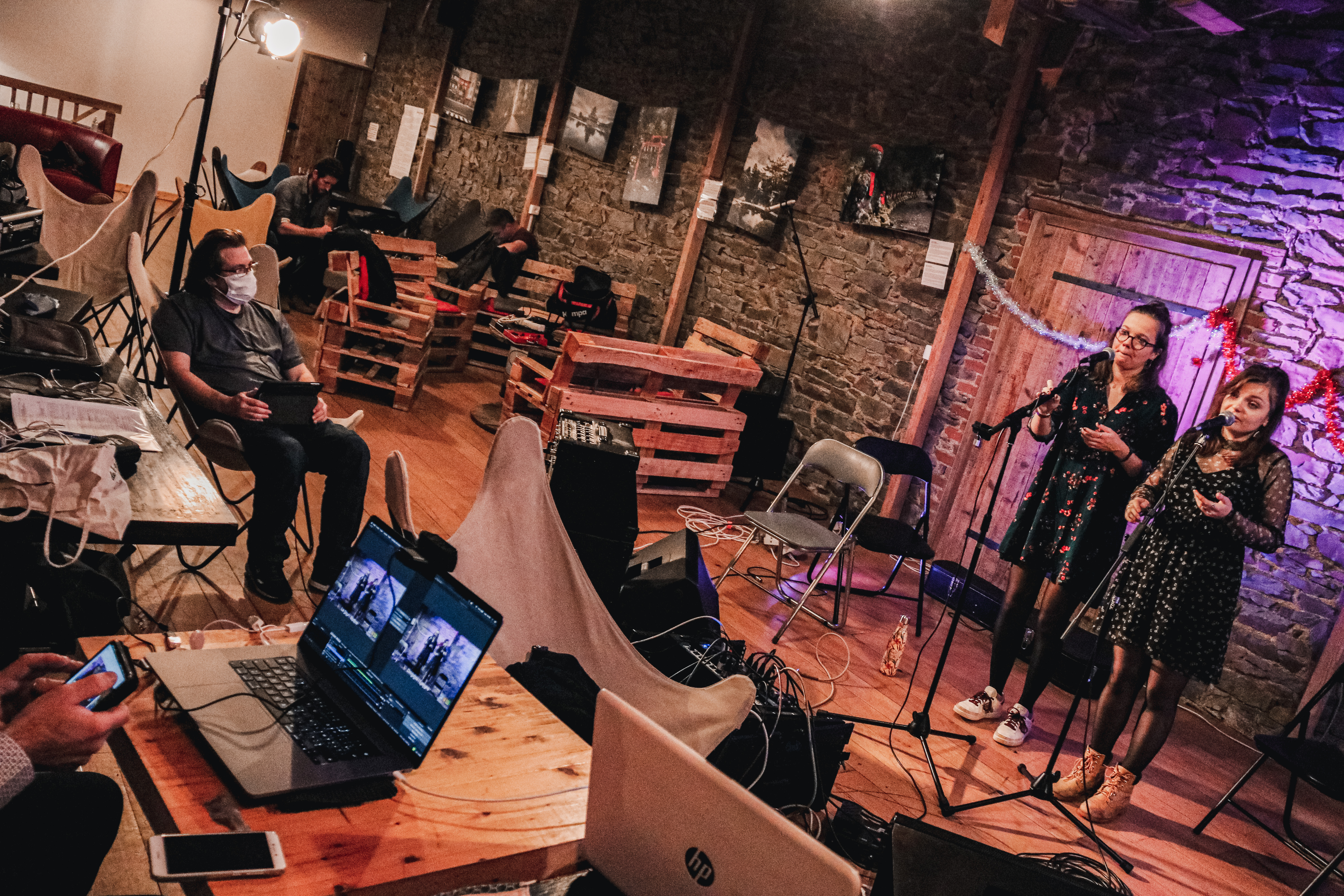
Le duo de chanteuses bretonnes Diridollou-Lavigne en fest-noz virtuel.

Des concerts numériques sont organisés durant la période de confinement. Des amateurs ou professionnels français mettent en ligne des vidéos de chorale virtuelle, qui rassemblent des participants de multiples nationalités. De même, pour leurs spectateurs internautes, comme pour le concert numérique Nuit de printemps, donné par les musiciens et artistes de la ville de Mexico, qui a rassemblé au moins 1,5 million de spectateurs en ligne. En Bretagne, l'association Tamm-Kreiz diffuse depuis le 20 mars 2020 des fest-noz en ligne afin de faire danser les internautes de chez eux. Le cyber fest-noz organisé par le festival de Cornouaille est capté en direct de Quimper le 19 décembre 2020 sans danseurs et diffusé par France 3 Bretagne.
De nombreuses personnalités artistiques réalisent des vidéos sur le confinement ou des concerts en live, pendant la période de confinement due à la propagation du virus Covid-19 :
- Le violoniste Renaud Capuçon donne tous les jours des concerts en direct sur les réseaux sociaux pendant le confinement[12].
- L'animateur de télévision Jamy Gourmaud publie chaque jour à partir du 2 avril 2020 sur les réseaux sociaux, puis sur sa chaîne YouTube, créée pour l'occasion, ce qu'il nomme des « capsules de déconfinement », de courtes vidéos d'une minute dans lesquelles il propose différents savoirs[13].
- Le réalisateur Cédric Klapisch publie Dire merci, vidéo réalisée avec les danseurs du Ballet de l'Opéra national de Paris pendant le confinement de 2020[14]
- Jean-Louis Aubert effectue des petits concerts en direct dans son « refuge » chez lui sur Facebook. Durant le confinement, le chanteur demande à son public de se filmer et de lui envoyer les vidéos afin de réaliser le prochain clip, Du bonheur.
- Le chanteur Louis Bertignac donne une série de concerts en direct chez lui sur les réseaux sociaux comme il a l'habitude de faire.
- Le batteur Richard Kolinka avec son voisin l'acteur Philippe Torreton[15] partagent des moments de poésies lors du confinement en 2020.
- Le duo La Chanson du dimanche revient en mars 2020 pour une série de vidéos en duplex à la suite des mesures de confinement[16],[17]. Il s'agit de reprises de leurs anciennes chansons dont les paroles ont été adaptées à l'actualité.
- L'auteur-compositeur-interprète Helmut Fritz fait une reprise de son tube intitulé Ça m'énerve 2020 dans laquelle il adapte les paroles à la situation du confinement le 10 avril 2020.
- L'émission de divertissement française Show Must Go Home, présentée par Arthur, est une série de concerts et de jeux diffusée depuis le 18 mars 2020 sur les réseaux sociaux (YouTube, Facebook et Instagram) à 16 h 30 (UTC+1).
- le groupe Krav Boca a décidé de sortir son quatrième album studio City Hackers en téléchargement libre et gratuit le 1er mai 2020.

En juin 2020 est créée, à l'initiative du pianiste Ismaël Margain, la plateforme de streaming RecitHall qui programme la diffusion en direct sur Internet des concerts de musique classique enregistrés par les organisateurs de concerts, de classes de maître ou de festivals ainsi que par les musiciens indépendants qui ont vu leurs projets annulés du jour au lendemain et ne bénéficient pas de possibilités de diffusion vidéo sur leurs sites propres.

### Opération #ensembleàlamaison
Dans le cadre du confinement lié à l'épidémie de coronavirus, des artistes décident de s'associer à l'opération #ensembleàlamaison qui regroupe diverses initiatives de direct avec des comédiens et des chanteurs.
Raphael participe à l'opération, et donne un premier concert improvisé avec ses propres chansons et des reprises le 20 mars 2020 à 18 h sur sa page Instagram puis à 18 h 30 sur sa page Facebook.

## Oppositions culturelles aux mesures sanitaires
L'opposition à la politique anti-Covid-19 a également donné lieu à des réactions culturelles.
Fin 2020 le chanteur HK publie le titre Danser encore, qui devient en quelques semaines un signe de ralliement musical en faveur du retour des activités culturelles et dans différentes manifestations. En 2021, Keny Arkana sort le morceau Violence masquée sur le traitement de la pandémie par les médias, les personnalités politiques et les grandes entreprises, le morceau Boussole, sorti en 2022, évoque également l'opposition aux mesures sanitaires.
Début 2022 Damien Saez publie Enlève ton masque et La Chanson du vieux réac sur le Covid, contre le port du masque et le passeport vaccinal. Egalement en 2022, le rappeur Kimto Vasquez sort Kovidizm 2022.

## Innovations
La première Journée mondiale de l'art a eu lieu le 15 avril 2020, date symboliquement choisie pour l'anniversaire de la naissance[pas clair] de la Joconde - le plus célèbre chef-d'œuvre de Léonard de Vinci.
L'Organisation des Nations unies pour l'éducation, la science et la culture (UNESCO) a lancé le mouvement « ResiliArt », qui consistera, entre autres, en une série de débats virtuels mondiaux avec des artistes de renom,.

## Morts de personnalités de la culture
Des écrivains et artistes sont victimes du virus Covid-19.
- Le 18 mars 2020 : Jean Leber, violoniste, chef d'orchestre et pédagogue.
- Le 18 mars 2020 : Henri Richelet, peintre figuratif.
- Le 19 mars 2020 : Aurlus Mabélé, chanteur et compositeur congolais, mort à Paris.
- Le 24 mars 2020 : Manu Dibango, saxophoniste et chanteur camerounais, mort en France.
- Le 28 mars 2020 : Denise Millet, dessinatrice.
- Fin mars 2020 : Robert Saint-Cricq, peintre et sculpteur.
- Le 1er avril 2020 : Gérard Mannoni, sculpteur.
- Le 3 avril 2020 : Marcelle Ranson-Hervé, actrice.
- Le 4 avril 2020 : Patrick Francfort, batteur.
- Le 4 avril 2020 : Marcel Moreau est un écrivain francophone belge, mort en France.
- Le 7 avril 2020 : Guy Chaty, écrivain, poète et chercheur en informatique.
- Le 7 avril 2020 : Jean-Laurent Cochet, metteur en scène, professeur d'art dramatique et comédien français, principalement actif au théâtre.
- Le 11 avril 2020 : Hélène Châtelain, réalisatrice, scénariste, comédienne, écrivaine et traductrice.
- Le 12 avril 2020 : Maurice Barrier, acteur et chanteur.
- Le 13 avril 2020 : Sarah Maldoror est une cinéaste et réalisatrice.
- Le 15 avril 2020 : Bruce Myers, acteur et metteur en scène britannique, mort à Paris.
- Le 16 avril 2020 : Christophe, chanteur[21][réf. nécessaire].
- Le 18 avril 2020 : Jacques Rosny, acteur.
- Le 19 avril 2020 : Philippe Nahon, acteur.
- Le 20 avril 2020 : Claude Evrard, acteur.
- Le 21 avril 2020 : Jacques Pellen est un guitariste et compositeur.
- Le 7 mai 2020 : Daniel Cauchy, acteur, producteur et scénariste.